# 馬場滋
馬場　滋（ばば しげる、1948年1月19日 - ）は囲碁のプロ棋士。愛知県名古屋市出身。日本棋院中部総本部所属で、酒井利雄八段の門下生。中部こども囲碁普及会代表も務める。
彦坂直人九段と伊田篤史は馬場の門下生である。

## 履歴
- 1967年　入段。
- 1968年　二段。
- 1970年　三段。
- 1971年　四段。
- 1972年　五段。
- 1975年　第1期天元戦本戦入り。
- 1976年　六段。第1期中部最高位戦で準優勝を果たす。
- 1979年　七段。
- 1983年　大手合第1部3等。
- 1985年　八段。第5期棋聖戦七段戦で準優勝。第21期王冠戦に挑戦。
- 1991年　九段。
- 1992年　東南アジア囲碁の指導にあたる。
- 2004年　土川賞受賞。
- 2007年　通算500勝を達成する。
- 2021年　第50回大倉喜七郎賞受賞[1]。